# QQ空間
QQ空間（英語: Qzone、中国語: QQ空间）は、中華人民共和国の深圳市南山区に本社を置くテンセントが提供するソーシャル・ネットワーキング・サービス。2005年にこのサービスを開始した。
ブログや日記を書いたり、写真を送る機能などがある。QQ空間の背景は利用者が自由に変更可能だが、一部有料。「カナリア色ダイアモンド」を購入すると、追加料金なしですべてのサービスを利用できる。

## 概要
2014年に利用者数が約6億4500万人となり、その中で約1億5000万人が1ヶ月以内に更新しているとして、世界で最も活発なソーシャル・ネットワーキング・サービスと言われる。

国別の最もポピュラーなSNS